# Østasien
|  | For George Orwells fiktive land af samme navn i romanen 1984, se Østasien (1984) |
Østasien er det geografiske område, der klimatisk er bestemt af den ikke-tropiske monsunregn. Det omfatter staterne Rusland (kun området nord for Amur), Mongoliet, Kina, Nord- og Sydkorea, Japan og Taiwan. Det diskuteres, om man skal medregne Vietnam, der geografisk set tilhører Sydøstasien, men som kulturelt tilhører Østasien. Det fælles kulturgods kendetegnes af f.eks. kinesisk skrift, daoisme, konfutsianisme, buddhisme (mahayana) og spisepinde.